# Ken Thorne
Ken Thorne (East Dereham, 24 gennaio 1924 – Los Angeles, 9 luglio 2014) è stato un compositore britannico di colonne sonore cinematografiche, vincitore del Premio Oscar nel 1967 per Dolci vizi al foro.

## Filmografia parziale
- Nato con la camicia (Three on a Spree), regia di Sidney J. Furie (1961)
- X 21 spionaggio atomico (Master Spy), regia di Montgomery Tully (1964)
- Aiuto! (Help!), regia di Richard Lester (1965)
- Dolci vizi al foro (A Funny Thing Happened on the Way to the Forum), regia di Richard Lester (1966)
- Come ho vinto la guerra (How I Won the War), regia di Richard Lester (1967)
- L'infallibile Ispettore Clouseau (Inspector Clouseau), regia di Bud Yorkin (1968)
- Le toccabili (The Touchables), regia di Robert Freeman (1968)
- La forca può attendere (Sinful Davey), regia di John Huston (1969)
- Mutazioni (The Bed-Sitting Room), regia di Richard Lester (1969)
- The Magic Christian, regia di Joseph McGrath (1969)
- La texana e i fratelli Penitenza (Hannie Caulder), regia di Burt Kennedy (1971)
- Juggernaut, regia di Richard Lester (1974)
- Il vizietto americano (The Ritz), regia di Richard Lester (1976)
- Power Play - Il gioco del potere (Power Play), regia di Martyn Burke (1978)
- Il mistero di Wolf Lake (Wolf Lake), regia di Burt Kennedy (1980)
- Superman II, regia di Richard Lester (1980)
- Superman III, regia di Richard Lester (1983)
- Lassiter, lo scassinatore (Lassiter), regia di Roger Young (1984)
- Professione giustiziere (The Evil That Men Do), regia di J. Lee Thompson (1984)
- L'agente Porter al servizio di sua maestà (The Trouble with Spies), regia di Burt Kennedy (1987)
- Intrigo in famiglia (Bejewelled), regia di Terry Marcel – film TV (1991)
- In the Beginning - In principio era (In the Beginning), regia di Kevin Connor (2000) - miniserie televisiva